# Leptochilus cuspidatus
Leptochilus cuspidatus là một loài dương xỉ trong họ Polypodiaceae. Loài này được Pr. C.Chr. mô tả khoa học đầu tiên.
Danh pháp khoa học của loài này chưa được làm sáng tỏ. 